# Radiance/地に還る 〜on the earth〜
「radiance／地に還る 〜on the Earth〜」（ラディエンス／ちにかえる オン・ジ・アース）は川田まみのメジャーデビューシングル、またKOTOKOのメジャー3作目のシングル。

## 概要
ジェネオンエンタテインメントより2005年2月23日に通常盤と初回限定盤の2種類が発売されたシングル。初回限定盤には各楽曲のプロモーションビデオが収録したDVDが封入。ジャケットは通常盤と初回限定盤では異なる。
2曲目の「地に還る 〜on the Earth〜」は、「KOTOKO LIVE TOUR 2004 〜冬の雫が連れて来た君が聖者だ★Happy White X'mas〜」で発売されたライブパンフレットの付録CDに収録されている「地に還る」（タイトルに"〜on the earth〜"が付かないバージョン、編曲：中沢伴行）をアレンジしたものである。原曲はKOTOKOが作詞・作曲したオリジナル曲であり、アメリカ同時多発テロ事件の悲劇や世界中で未だに絶えない戦争の悲しみをずっと忘れて欲しくない、という気持ちを込めて書かれた曲であるという。
KOTOKOが2023年に発表されたセルフカバーアルバム『リデコレイト・マイセルフ』で、「radiance」をカバーしている。

## 収録曲
1. radiance [4:19]
歌：川田まみ
作詞：KOTOKO、川田まみ／作曲・編曲：中沢伴行
  - テレビ東京系列テレビアニメ『スターシップ・オペレーターズ』オープニングテーマ
2. 地に還る 〜on the Earth〜 [5:43]
歌：KOTOKO
作詞・作曲：KOTOKO／編曲：嶋田陽一（SORMA No.1）
  - テレビ東京系列テレビアニメ『スターシップ・オペレーターズ』エンディングテーマ
3. radiance（オリジナルカラオケ）
4. 地に還る 〜on the Earth〜（オリジナルカラオケ）
5. radiance（インストゥルメンタル）